# La orilla
La orilla fou una pel·lícula espanyola estrenada el 1971 i dirigida per Luis Lucia Mingarro, del qual en fou un dels seus darrers treballs, actualment denostada com a fulletó pro-franquista.

## Argument
Un tinent milicià de la CNT és ferit durant la guerra civil espanyola i amagat en un convent de monges, qui decideixen no entregar-lo. L'ambient, juntament amb l'enamorament d'una jove novícia, fa que reflexioni sobre les seves idees.

## Repartiment
- Julián Mateos - Juan
- María Dolores Pradera - Mare Superiora
- Dyanik Zurakowska - Novícia Leticia
- Yelena Samarina - Sor María
- María Isbert - Mare Francisca
- Tina Sainz - Novícia Araceli
- Tomás Blanco - Capellà Don Senén
- Antonio Pica -  Capitá Losada

## Premis
Medalles del Cercle d'Escriptors Cinematogràfics
| Any  | Categoria     | Pel·lícula          | Resultat  |
| ---- | ------------- | ------------------- | --------- |
| 1970 | Millor música | Alfonso Santisteban | Guanyador |